# Renato Chaves
Renato de Araújo Chaves Júnior (São Paulo, 4 de maio de 1990) é um ex-futebolista brasileiro que atuava como zagueiro. 
Nascido na capital paulista, iniciou sua carreira aos cinco anos, no Nacional Atlético Clube, e posteriormente chegou às categorias de base do Corinthians, onde permaneceu até sua profissionalização.

## Carreira

### Corinthians
Renato Chaves começou nas categorias de base do Corinthians no ano de 1998. Depois de se destacar na Copa São Paulo de Futebol Júnior dos anos de 2007 e 2008, o zagueiro subiu para o elenco profissional no mês de fevereiro de 2008, sendo considerado o "Breno Melhorado" pelo técnico da base — comparação designada ao zagueiro do Bayern de Munique. Estreou pelo Timão no Brasileirão de 2009, contra o Inter. Seu primeiro gol como profissional foi num clássico contra o Santos, numa derrota por 3–1.

### Bahia
No dia 16 de agosto de 2010, Renato acertou sua ida ao Bahia. Não conseguindo se adaptar ao clube, voltou ao Corinthians.

### Figueirense
Em 29 de dezembro de 2010, acertou com o Figueirense, por empréstimo do Corinthians. Em junho de 2011, rescindiu seu contrato com o clube catarinense.

### Portuguesa
No meio de 2011, acertou seu empréstimo para a Portuguesa, fazendo parte do elenco campeão brasileiro da Série B. Em 2012, a Portuguesa comprou seu passe definitivamente.

### Atlético Paranaense
Em julho de 2012, acertou com o Atlético Paranaense.

### Ponte Preta
Na temporada de 2015 atuou pela Ponte Preta, sendo fundamental para a permanência da equipe na Série A.

### Fluminense
Em 2016, foi contratado pelo Fluminense. Fez sua estreia no jogo contra o Shakhtar Donetsk pela Florida Cup, torneio disputado nos Estados Unidos. Depois voltou a jogar como titular no clássico contra o Flamengo em Brasília, jogo onde o rubro-negro venceu por 2–1.

### Aposentadoria
Em abril de 2023, Renato anunciou a aposentadoria e iniciou a carreira de investidor nos Estados Unidos.

## Seleção Brasileira
Em julho de 2009, Renato Chaves foi convocado para defender a Seleção Brasileira Sub-20, mas não jogou nenhuma partida.

## Títulos
Corinthians
- Campeonato Brasileiro - Série B: 2008
- Campeonato Paulista: 2009
- Copa do Brasil: 2009

Portuguesa
- Campeonato Brasileiro - Série B: 2011

Fluminense
- Primeira Liga: 2016

### Outras conquistas
Portuguesa
- Troféu Sócrates: 2012[3]

Fluminense
- Taça Guanabara: 2017
- Taça Rio: 2018